# Rallye Dakar 2002
Die Rallye Dakar 2002 (Arras-Madrid-Dakar) war die 24. Ausgabe der Rallye Dakar. Sie begann am 28. Dezember 2001 in Arras und endete am 13. Januar 2002 in Dakar.
Die Strecke führte über 9.436 km (davon 6.486 Wertungskilometer) durch Frankreich, Spanien, Marokko, Mauretanien und Senegal. Die ersten 8. Plätze in der PKW-Wertung gewann Mitsubishi.
An der Rallye nahmen insgesamt 318 Teilnehmer – 117 Autos, 167 Motorräder und 34 LKW teil.

## Endwertung

### PKW
|    | Fahrer             | Fahrzeug                    |
| -- | ------------------ | --------------------------- |
| 1. | Hiroshi Masuoka    | Mitsubishi Pajero Evolution |
| 2. | Jutta Kleinschmidt | Mitsubishi Pajero Evolution |
| 3. | Kenjirō Shinozuka  | Mitsubishi Pajero Evolution |

### LKW
|    | Fahrer             | Fahrzeug  |
| -- | ------------------ | --------- |
| 1. | Wladimir Tschagin  | KAMAZ     |
| 2. | Karel Loprais      | Tatra 815 |
| 3. | Yoshimasa Sugawara | Hino 500  |

### Motorräder
|    | Fahrer         | Fahrzeug |
| -- | -------------- | -------- |
| 1. | Fabrizio Meoni | KTM      |
| 2. | Alfie Cox      | KTM      |
| 3. | Richard Sainct | KTM      |